# Circuitul Phoenix
Circuitul stradal din Phoenix este un circuit de curse auto din Phoenix, Arizona, pe care s-a ținut Marele Premiu al Statelor unite între 1989 și 1991.

## Mari premii ținute
| Sezon | Pilot        | Constructor   |
| ----- | ------------ | ------------- |
| 1991  | Ayrton Senna | McLaren-Honda |
| 1990  | Ayrton Senna | McLaren-Honda |
| 1989  | Alain Prost  | McLaren-Honda |